# Großer Werder (Zingst)

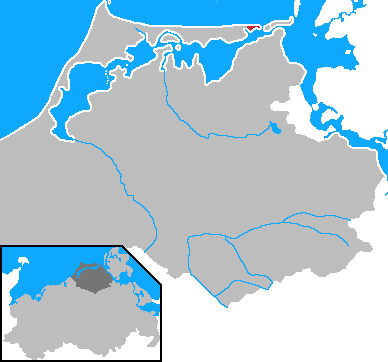
Lage der ehemaligen Insel Großer Werder

Die Halbinsel Großer Werder ist ein Naturschutzgebiet im Nationalpark Vorpommersche Boddenlandschaft.
Sie liegt im Windwatt und ist umgeben von einem Mosaik aus kleinen, teilweise namenlosen Inseln.

## Geschichte
Durch die zunehmende Versandung des Meeresarmes wurde die Insel 2006 zur Halbinsel. Dieses Phänomen trat bereits in den 1970er und 1980er Jahren hin und wieder auf und führt dazu, dass der Große Werder auf Karten uneinheitlich entweder als Insel oder als Halbinsel dargestellt wurde. Bis in die erste Hälfte des 20. Jahrhunderts war der Große Werder bewohnt. 

## Lage
Der Große Werder liegt südwestlich von Hiddensee, westlich der Insel Bock und schließt sich östlich an die Halbinsel Zingst an. Sie gehört zur Gemeinde Groß Mohrdorf im Landkreis Vorpommern-Rügen im Nordosten Mecklenburg-Vorpommerns. Südlich liegt die Grabow und nördlich die Ostsee.

## Kuriosa
Auf Grund der einsamen Lage des einzigen Gehöfts erhielt die damalige Insel den Beinamen „Ostsee-Hallig“. 